# Yasser Larouci
Yasser Larouci (El Oued, 1 januari 2001) is een Algerijns-Frans voetballer die doorstroomde uit de jeugdopleiding van Liverpool FC. Larouci is een verdediger.

## Carrière
Larouci ruilde de jeugdopleiding van Le Havre AC in 2017 in voor die van Liverpool FC. Op 5 januari 2020 maakte hij zijn officiële debuut in het eerste elftal van de club: in de FA Cup-wedstrijd tegen Everton FC mocht hij na negen minuten invallen voor de geblesseerde James Milner.

## Clubstatistieken
| Seizoen         | Club            | Land              | Competitie      | Competitie | Competitie | Beker | Beker | Supercup | Supercup | Europees | Europees | Totaal | Totaal |
| Seizoen         | Club            | Land              | Competitie      | Wed.       | Dlp.       | Wed.  | Dlp.  | Wed.     | Dlp.     | Wed.     | Dlp.     | Wed.   | Dlp.   |
| --------------- | --------------- | ----------------- | --------------- | ---------- | ---------- | ----- | ----- | -------- | -------- | -------- | -------- | ------ | ------ |
| 2019/20         | Liverpool FC    | Vlag van Engeland | Premier League  | 0          | 0          | 2     | 0     | 0        | 0        | 0        | 0        | 2      | 0      |
| 2020/21         | Liverpool FC    | Vlag van Engeland | Premier League  | 0          | 0          | 0     | 0     | 0        | 0        | 0        | 0        | 0      | 0      |
| Carrière totaal | Carrière totaal | Carrière totaal   | Carrière totaal | 0          | 0          | 2     | 0     | 0        | 0        | 0        | 0        | 2      | 0      |

Bijgewerkt op 25 november 2020.
1 Alisson ·
2 Gomez ·
3 Endo ·
4 Van Dijk  ·
5 Konaté ·
7 Díaz ·
8 Szoboszlai ·
9 Núñez ·
10 Mac Allister ·
11 Salah ·
14 Chiesa ·
17 Jones ·
18 Gakpo ·
19 Elliott ·
20 Jota ·
21 Tsimikas ·
26 Robertson ·
38 Gravenberch ·
43 Bajcetic ·
47 Phillips ·
56 Jaroš ·
62 Kelleher ·
66 Alexander-Arnold ·
78 Quansah ·
80 Morton ·
84 Bradley ·
95 Davies ·
Coach: Slot
· Assistent-coach: Heitinga
· Assistent-coach: Hulshoff
· Keeperstrainer: Taffarel